# Comando de Instrucción y Evaluación de la Infantería de Marina
El Comando de Instrucción y Evaluación de la Infantería de Marina (COIE) tiene la misión de entrenar y evaluar al personal de la Armada Argentina a fines de contribuir al alistamiento de las unidades de la fuerza. Contribuye a la selección de aspirantes y la preparación de efectivos para integrar fuerzas de paz, entre otras.
Fue creado el 1 de enero de 2003 por resolución del jefe del Estado Mayor General de la Armada. Se designó su asiento de paz a la Base Naval de Infantería de Marina Baterías, bajo la dirección del Comando de la Infantería de Marina, que a su vez reporta al Comando de Adiestramiento y Alistamiento de la Armada (ex-Comando de Operaciones Navales).